# Sebastiano Taricco
Sebastiano Taricco (Cherasco, 1641 – Torino, 1710) è stato un pittore italiano.

## Biografia
Si formò probabilmente a Torino, nell'ambito pittorico legato alla corte sabauda, per poi far ritorno nel territorio cuneese dove si affermò ben presto con le pale d'altare della chiesa della Santissima Trinità di Fossano (1671) e con la decorazione ad affresco della cupola della chiesa di Sant'Agostino a Cherasco (1676).
Gli esiti più alti della sua produzione sono rappresentati dagli affreschi per la cappella di San Benedetto nel Santuario di Vicoforte (1682) e dalla decorazione di Palazzo Gotti a Cherasco. Nel primo caso si ispirò al vicino esempio di Andrea Pozzo a Mondovì.
La vena inventiva e la vivace gamma cromatica utilizzate in provincia andarono progressivamente sparendo nelle opere successive, eseguite a Torino per committenti cittadini, dove la scenografia è più compassata e le tonalità sono più scure: esempi di questa fase sono:
- Annuncio ai re Magi, nella cappella dei Mercanti;
- Visione di sant'Ignazio, Santi Martiri;
- Allegoria sacra, Palazzo Reale.

Rientrato nuovamente nella provincia cuneese, Taricco associò  alla ormai collaudata abilità nell'affresco anche l'attività di architetto, come ad esempio nella chiesa di Santa Maria del Popolo a Cherasco, e quella di decoratore in stucco sempre per la chiesa di Santa Maria del Popolo a Cherasco e per la chiesa della Santissima Trinità a Bra.